# 새턴상

새턴상(Saturn Award)은 영화, TV 드라마 등의 우수한 SF, 판타지, 공포 작품을 대상으로 하는 상이다. 1972년 처음 시작되었다.

## 같이 보기
- 휴고상
- 네뷸러상
- 스크림상